# گرگوری فیتوسی
گرگوری فیتوسی (فرانسوی: Grégory Fitoussi‎؛ زادهٔ ۱۳ اوت ۱۹۷۶) بازیگر اهل فرانسه است.
از فیلم‌ها یا برنامه‌های تلویزیونی که وی در آن نقش داشته است، می‌توان به جی.آی. جو: ظهور کبرا، پیروزی، ادیسه آمریکایی و آقای سلفریج اشاره کرد.